# Ingrid Michaelson
Pour les articles homonymes, voir Michaelson.
Ingrid Michaelson (née le 8 décembre 1979 à New York) est une chanteuse, auteure-compositrice-interprète américaine. Ses chansons font partie des genres musicaux indie pop et indie folk. 
Sa musique a été utilisée pour un grand nombre de films et de séries télévisées, notamment Grey's Anatomy, The Catch et Les Frères Scott.

## Discographie
- 2005 : Slow the Rain
- 2007 : Girls and Boys
- 2008 : Be OK
- 2009 : Everybody
- 2010 : Parachute
- 2011 : Snowfall
- 2012 : Human Again
- 2014 : Lights Out
- 2016 : It Doesn't Have To Make Sense
- 2018 : Songs for the Season
- 2019 : Stranger Songs

## Pour approfondir